# Florent Antony
Florent Antony (* 1. März 1913 in Rémeling, Lothringen; † 12. Juli 1974 in Hamburg) war ein luxemburgischer Schauspieler und Hörspielsprecher.

## Leben
Ab 1937 hatte Florent Antony Engagements in Frankfurt/Main, Polen und Berlin. Während des  Zweiten Weltkrieges arbeitete er als Telefonoperator bei RTL. Ab 1948 hatte er Auftritte bei Film und Theater in Paris. Später wirkte er in deutschen Filmen und Fernsehserien sowie Hörspielen.
Florent Antony war der Sohn von Florentin Antony. Er war verheiratet mit Stenia Zapalowska, ihre gemeinsame Tochter ist Jadwiga Antony.

## Filmografie (Auswahl)
- 1957: Die Bekenntnisse des Hochstaplers Felix Krull
- 1957: Gäste im Haus (Fernsehfilm)
- 1958: Ein Glücksrad dreht sich in Paris (Fernsehfilm)
- 1959: Die sechste Frau (Fernsehfilm)
- 1960: Die letzte Probe (Fernsehfilm)
- 1960: Pickhuhns Geburtstag (Fernsehfilm)
- 1961: Gastspiel im Dschungel (Fernsehfilm)
- 1961: Der Ermordete greift ein (TV-Mehrteiler)
- 1966: Gideon (Fernsehfilm)
- 1968: Das Ferienschiff (Fernsehserie, 2 Folgen)
- 1970: Miss Molly Mill (Fernsehserie, 1 Folge)

## Hörspiele (Auswahl)
- 1957: Kurt Reiss: Mord am Matterhorn – Regie: Kurt Reiss
- 1958: Ernst Schnabel: Logbuch von morgen – Regie: Fritz Schröder-Jahn
- 1959: Karl Heinz Zeitler: Die Tresore der Firma Livingstone – Regie: S. O. Wagner
- 1960: Georg W. Pijet: Pferdejunge Krischan – Regie: Uwe Haacke
- 1961: Klaas Smelik: Der Untergang der Eppie Reina – Regie: Edgar Kaufmann
- 1961: Martin Selber: Geschäft mit dem Tode – Regie: Helmut Hellstorff
- 1961: Klaus Glowalla: Mordprozeß Consolini (1) – Regie: Fritz-Ernst Fechner
- 1961: Klaus Glowalla: Mordprozeß Consolini (2) – Regie: Fritz-Ernst Fechner
- 1967: Dan Treston: Der Obolus – Regie: Fritz Schröder-Jahn
- 1971: Wolfgang Hildesheimer: Mary auf dem Block – Regie: Fritz Schröder-Jahn